# Institut des langues rares
L’Institut des langues rares (ILARA) est un établissement français d'enseignement supérieur. Il s'agit de l'un des quatre instituts de l’École pratique des hautes études, créé par un arrêté du ministre de l’enseignement supérieur et de la recherche du 5 août 2020.
Cet institut a reçu en 2024 la médaille de la fondation Singer-Polignac, qui « récompense des associations ou entreprises méritantes agissant dans le domaine des arts, des sciences ou menant des projets socio-culturels »,.

## Offre pédagogique et scientifique
L'ILARA est un centre de formation, d’expertise et de ressources sur des langues rarement enseignées.
Les langues enseignées à l'ILARA comprennent des langues anciennes connues par des sources écrites (lydien, syriaque, géorgien ancien, maya classique…), mais aussi des langues modernes, de tradition orale (mwotlap, innu-aimun, wayana, tabassaran…).
L'institut produit des contenus multimédias en libre accès, incluant des cycles de conférences et autres vidéos de popularisation de la science. Ces productions constituent des références pour la presse grand public. De même, l'ILARA s'associe régulièrement à des manifestations scientifiques destinées au grand public,.